# 旭化成アドバンス
旭化成アドバンス株式会社（あさひかせいアドバンス）は、東京都港区に本社を置く旭化成グループの商社である。

## 事業

### 繊維
「ベンベルグ」や「レオナ」など旭化成の繊維を始め、綿糸、テキスタイル、スポーツ衣料、不織布、エアバッグやタイヤコードに用いる車両資材などを扱う。

### 樹脂・化学品
汎用樹脂、合成ゴム、無機化学品、肥料、サランラップなどのノベルティ、富士食品工業やテーブルマークの食品類、自動体外式除細動器などを扱う。

### 建材
断熱材、軽量気泡コンクリート、布製型枠などを扱う。

## 沿革
2015年4月に旭化成インターテキスタイルズ・旭化成商事・旭化成コマースが統合して、旭化成アドバンスが発足。2016年7月に旭化成ジオテックを統合した。

### 旭化成インターテキスタイルズ
1942年、東洋織物商事株式会社を設立。1947年に森川産業株式会社に商号を変更し、1967年には旭化成工業の100%子会社となる。1988年、旭新株式会社と合併し旭陽産業株式会社に商号変更。2003年には旭化成の再編に伴い旭化成せんいの子会社となる。2013年には山梨県富士吉田市にある、服の裏地などを取り扱う新東京旭株式会社と合併して旭化成インターテキスタイルズ株式会社に社名変更した。

### 旭化成商事
1979年10月、旭化成商事サービス株式会社設立。1984年4月に東京旭株式会社のテキスタイル部門を吸収。2007年4月には旭化成商事株式会社に社名変更した。

### 旭化成コマース
1947年5月、旭化成の工業薬品の販売を行う共栄物産株式会社設立。1949年10月、大杉商店と合併し日栄株式会社設立。1963年2月、株式会社扇興商会と合併。1975年4月、日栄トレーディング株式会社設立。1981年4月、旭陽株式会社と合併。2000年3月には日栄トレーディングを株式会社サントレーディングに変更するとともに、同年4月に日栄の非繊維部門の営業を継承した。2012年4月、旭化成コマース株式会社に社名変更した。2015年4月1日付で、旭化成インターテキスタイルズ（福井県福井市）・旭化成商事（大阪市北区）・旭化成コマース（東京都港区）の3社を統合し、旭化成アドバンス株式会社が発足した。

### 旭化成ジオテック
火薬商社の旭化成ジオテックは複数の企業が統合してできたが、最も古い源流企業は安政年間に大名を相手に鉄砲や火薬を販売した渋谷商店に遡る。

#### 渋谷商店
安政年間（1854年 - 1860年）、下総中村（現在の千葉県多古町）出身の渋谷忠兵衛は、小泉屋忠兵衛の屋号で諸大名や幕府の御用達として鉄砲火薬商を始めた。黒船が来航し、植民地化を恐れた幕府が軍備を増強していた時期であった。1866年、乾物商の男が小泉屋に弟子入りに訪れた。この青年は大倉喜八、のちに大倉財閥を統べる大倉喜八郎となる人物である。喜八は翌年に独立したが、主の得意先には一切手を出さない旨の一筆を入れている。これがのちに渋谷商店と大倉財閥とを結びつける契機となる。明治に入り、1872年（明治5年）には太政官布告により鉄砲取締規則が公布された。この年、小泉屋は渋谷商店に商号を改めている。
1866年、アルフレッド・ノーベルがダイナマイトを発明。その13年後、イギリスの商人James Pender Molisonによりノーベル社製ダイナマイト200箱が初めて輸入され、日本側では渋谷商店が窓口となった。火薬庫が未完成であったため横浜港の運河に係留した艀に保管されたが、潮の干満を読み誤ったため船が浸水し、冬場であったため凍結し品質に異状をきたしたため半数の100箱が廃棄されたエピソードが残る。モリソン商会と渋谷商店は、神奈川県知事や横浜市長、東京の有力実業家らを招いて、根岸海岸沖に浮かべた小軍艦を爆破するデモンストレーションを実施。観衆は喝采し、鉄道省のお雇い外国人のアーサー・スタンホープ・オルドリッチから、東海道本線の箱根山のトンネル工事用に200箱の発注を受けた。1878年、忠兵衛の甥にあたる渋谷嘉助が補佐役として入社した。
明治10年代中頃からは、かねてから黒色火薬を販売していた古河財閥の足尾銅山向けに大量受注を獲得。佐渡金山との契約を足掛かりに、三菱財閥の鉱山にも納入した。1892年からは、関連会社の渋谷鉱業により鉱山の経営を開始した。1893年には群馬県沼田町（現 沼田市）の小川鉱山を買収したが、前経営者の膨大な借り入れが発覚し、2万円以上の損失を出した。この小川鉱山詐欺事件は新聞沙汰になる出来事であった。北海道羽幌炭鉱の一部や、詳細な場所は不明であるが北海道内の鉄鉱石鉱山と炭鉱を所有していた記録が残る。岩手県大船渡市周辺には複数の石灰石やドロマイトの鉱山を所有し、釜石製鉄所に納めていたが、2005年に渋谷鉱業の倒産とともに閉山している。
1894年に日清戦争が開戦すると、陸軍の兵站を請け負う{{[r|geotech20}}。火薬の需給に関して、輸入依存と戦時の品薄・平時の品余りは課題となっており、衆議院の鈴木昌司・角田眞平議員に働きかけ、帝国議会に硝石の製造許可と10万円の保護利子を求めたが、この時は通らなかった。日清戦争を受け、1895年に陸軍による7年間の買上特約を取り付け、福島県・茨城県・千葉県・富山県・鹿児島県で住居の床下から硝石を採取する許可を取り付けた。同年、大阪市北野にあった田島導火線工業を買収、大阪導火縄合資会社を設立した。間もなく爆発事故を起こし、中河内郡楠根村西根(現在の東大阪市西根)に移転し、1899年には日新合資会社に社名変更した。
1904年の日露戦争では、旅順攻囲戦において大日本帝国は多くの戦死者を出し苦戦を強いられた。陸軍東京兵器本廠長官の押上森蔵は、渋谷商店にダイナマイトの供出を懇願したが、兵器生産に必要な銅鉱山向けに売約済みであった。嘉助が横浜のモリソン商会に掛け合ったところ、ノーベル社から「香港までは輸送するが、その先は遠慮したい」との回答が得られた。中立国が戦争当事国に武器等を輸出することは国際法違反であるが、秘密裡に旅順にダイナマイトを運ぶことができた。押上は日本火薬製造（のちの日本化薬）初代社長に就任しており、渋谷商店と日本化薬のつながりを深めるきっかけとなる出来事であった。
1925年（大正14年）に株式会社に改組。渋谷商店の初期から大番頭を務めた大木啓太郎が社長に就任した。第二次世界大戦後は、財閥解体や軍需企業の衰退により火薬の取引先の多くが閉鎖され、1955年に雑貨部、1963年には金属営業部を新設し、火薬以外に活路を求めた。

#### 岡西商事
岡西商事は、1930年（昭和5年）11月23日に薬品・重油・ガラスなどを行う商社島貿易から分離・独立した。1932年、火薬部を設け日本窒素火薬の代理店として販売活動を行ったが、営業は苦戦した。1933年には旧制中学校や青年学校で軍事教練に用いる模擬銃を扱う教練銃部を新設。背嚢やラッパなどの関連商品の取扱もあり、収益に寄与した。1937年、合資会社から株式会社に改組。1939年には東洋工業の代理店として鉱山向け削岩機の販売を開始した。1941年4月1日、岡西商事の兄弟会社に当たる東京爆薬販売の営業を開始したが終戦により販路を失った。1952年5月1日、東京爆薬販売と岡西商事を合併。1960年からは得意先である日本鉱業の水島製油所稼働開始に伴う協力要請を受け、浅草にガソリンスタンドを開業した。ガソリンスタンド事業は1964年に本所厩橋、1965年に石原、1968年には築地にも進出している。1960年には業務部を開設しており、ホイストクレーンや配管類、1964年より製薬メーカー向けに酵母の輸入販売、1968年には自動券売機や自動酒燗機の販売など多角化に取り組んだ。

#### 大阪マイト
1933年4月、赤羽象治郎・大原末吉・安藤藤吉のいずれも火薬商3名により合名会社大阪マイト商会を設立。鉱山向けの販路は既存の企業の販売網が強固であったため、日本窒素火薬のバックアップを受け、土木工事向けの販売に特化した。第二次世界大戦では統制により自由な販売活動ができず、経営幹部も次々に召集された。1945年3月には、大阪・東京・福岡・岐阜の営業所が空襲で焼失した。戦後の低迷期を乗り越えて、1948年に大原・赤羽と真行寺武治郎は大阪マイト商会を発展的に解消し、大阪マイト株式会社を設立。大阪の社屋は再建が困難であったため、大阪マイト商会横浜営業所の火薬取扱免許を継承し、1950年に東京都港区に移るまで暫定的に横浜に本社を置いた。翌年、新日本窒素が球磨川に内谷・段の両発電所を着工。久々の大型受注を獲得した。その後も上椎葉ダム、佐久間ダム、奥只見ダムなどの土木工事にダイナマイトを納入している。朝鮮特需が終わった1954年以降の景気下降局面では販売先の経営不振で多くの不良債権を抱えることとなったが、旭化成工業や、削岩機部門で取引のあった東洋工業からの支援が得られた。1958年からは再び好景気に転じ、黒四ダムや御母衣ダム、北陸トンネル、東海道新幹線の建設でも大量の受注を得た。1961年には東京建材営業所を設立、建設用の鋲打銃、建物解体作業に用いるコンクリート破砕機、軽量気泡コンクリート「ヘーベル」などを取り扱った。

### 旭ジオテック
昭和30年代以降の景気減速、炭鉱需要の減少にくわえ安価なアンホ爆薬の登場は火薬商の収益を低下させ、卸商の乱立が拍車をかけた。危機感を抱いていた岡西商事の経営陣は、同業他社との合併で合理化の推進を目指した。削岩機部門で交流があり、鉱山と土木で得意分野が分かれていた大阪マイトを合併相手に選び、旭化成に仲介役を依頼した。1970年4月1日、両社の対等合併により岡西マイト株式会社が発足。渋谷商店がこの統合に合流し、1971年4月1日には日本最大の火薬商となる岡西渋谷マイトが発足した。山陽新幹線の建設では使用した爆薬の約54%を受注したが、シールドトンネルの技術の進歩により、以降は土木現場における火薬の需要は激減する。次なる収入源を模索し、岡西商事当時からの給油所事業を拡充し、1973年に埼玉県和光市、その翌年には東京の高円寺に新店舗を開設した。1977年には建設資材部から繊維製建設資材「ファブリフォーム」部門を分離独立し、繊維資材部を新設。住宅向け電気設備の販売も開始した。1980年には、社名を株式会社オカニシに変更した。
平成に入り、バブル崩壊の直撃を受ける。1998年にオカニシは住宅部門と石油販売部門から撤退。その頃には旭化成の産業火薬部門もダイナマイトの自社生産を終了し日本化薬のOEM生産に切り替えるなど、スリム化を進めていた。両社は、火薬事業を統合することで合意し、1999年10月1日に旭化成の産業火薬部門とオカニシを統合し、新会社旭ジオテック株式会社が発足した。事業の再構築で、2000年に北海道地区の商権を山崎化薬銃砲店、九州地区は旭化薬九州に移管するとともに、旭化成傘下の東洋火薬販売を吸収合併した。2001年7月1日には旭化成の出資比率を引き上げ、旭化成ジオテック株式会社に社名変更。同年9月に解散した旭化薬九州の事業を継承した。2005年6月1日、旭化成ジオテックが旭化成建材の土木資材部門を継承。2008年1月には旭化成ジオテックと、日本化薬の子会社のカヤテックの産業火薬事業を、旭化成ケミカルズ・日本化薬折半出資で設立したカヤク・ジャパン株式会社に継承した。
2016年7月1日付で旭化成ジオテックのファスニング（土木用接着剤）部門を旭化成が継承するとともに、旭化成アドバンスが旭化成ジオテックを吸収合併した。